# Elecciones al Parlamento de Cataluña de 1932
Las Elecciones al Parlamento de Cataluña de 1932 fueron celebradas el domingo 20 de noviembre de 1932, constituyendo las primeras elecciones democráticas a este parlamento regional. Se celebraron en el contexto posterior a la proclamación de la Segunda República, la restauración de la Generalidad de Cataluña y la aprobación del Estatuto de Autonomía de Cataluña. 

## Los comicios
Las elecciones fueron convocadas el 25 de octubre por parte del Gobierno provisional de la Generalidad de Cataluña, presidido por Francesc Macià. Fueron convocados a votar todos los hombres mayores de 25 años con nacionalidad española y residencia en Cataluña.
El objetivo de las elecciones era que los ciudadanos eligiesen a los 85 diputados representantes de los catalanes, que posteriormente escogerían al Presidente de la Generalidad de Cataluña y al Presidente del Parlamento Catalán. Se definieron cinco circunscripciones electorales, que aportarían un número determinado de diputados al Parlamento en función de la distribución geográfica de la población: Barcelona ciudad (24 diputados), resto de la provincia de Barcelona (19 diputados), provincia de Lérida (14), provincia de Gerona (14) y provincia de Tarragona (14).
Las elecciones dieron una abrumadora mayoría absoluta a Esquerra Republicana de Catalunya (ERC) que, liderada por Francesc Macià, obtuvo 57 de los 85 escaños de la cámara catalana, 41 más que los 16 escaños conseguidos por la Lliga Regionalista. Como consecuencia de las elecciones, el parlamento eligió el 13 de diciembre a Lluís Companys, de ERC, como Presidente del Parlamento de Cataluña, y el 14 de diciembre eligió a Francesc Macià, también de Esquerra, como Presidente de la Generalidad de Cataluña.
Tras estas elecciones de 1932 no volvió a haber comicios al Parlamento de Cataluña hasta el año 1980, a causa primero del estallido de la guerra civil española en 1936, y de la posterior abolición de las instituciones autonómicas catalanas por parte de la dictadura franquista, entre 1939 y 1976.

## Resultados
| Elecciones al Parlamento de Cataluña de 1932 → |         |      |                         |
| Partido / Coalición | Votos   | %    | Escaños                 |
| Esquerra Catalana - Esquerra Republicana de Catalunya - Unió Socialista de Catalunya - Partido Republicano Federal - Partido Republicano Radical Autonomista - Unió Catalanista | 224.800 | 47,1 | 67 - 56 - 5 - 1 - 4 - 1 |
| Lliga (Concòrdia Ciutadana) - Lliga Regionalista - Unió Democràtica de Catalunya                                                                                                | 138.500 | 29,0 | 17 - 16 - 1             |
| Coalició d'Esquerres (Concòrdia Catalana Republicana) - Partit Catalanista Republicà - Partido Republicano Radical Socialista - Partit Català d'Acció Republicana               | 39.100  | 8,2  | 1 - 1 - 0 - 0           |
| Partido Republicano Radical | 25.900  | 5,4  | 0                       |
| Derecha de Cataluña - Comunión Tradicionalista - Renovación Española | 15.000  | 3,1  | 0                       |
| Bloque Obrero y Campesino | 11.000  | 2,3  | 0                       |
| Extrema Esquerra Federal-Partido Socialista Revolucionario | 6.400   | 1,3  | 0                       |
| Partido Republicano Democrático Federal a | 2.900   | 0,6  | 0                       |
| Partido Comunista de Cataluña (PCC (PCE)) | 1.700   | 0,4  | 0                       |
| Partit Nacionalista Català (PNC) | 700     |      | 0                       |
| Partido Socialista Obrero Español (PSOE) | 500     |      | 0                       |
| Concòrdia Espanyola | 100     |      | 0                       |
| Estat Català-Partit Proletari | 100     |      | 0                       |
| En blanco |         |      | N/A                     |
| Nulos |         |      | N/A                     |

a Por la circunscripción de la ciudad de Barcelona.

| Diputados por circunscripciones                      |                     |                        |                     |                     |                        |       |
| Partido                                              | Ciudad de Barcelona | Provincia de Barcelona | Provincia de Gerona | Provincia de Lérida | Provincia de Tarragona | Total |
| Esquerra Republicana de Catalunya                    | 16                  | 12                     | 11                  | 11                  | 6                      | 56    |
| Lliga Regionalista                                   | 5                   | 3                      | 3                   | 3                   | 2                      | 16    |
| Unió Socialista de Catalunya                         | 2                   | 2                      | 0                   | 0                   | 1                      | 5     |
| Partit Radical Autònom de les Comarques Tarragonines | 0                   | 0                      | 0                   | 0                   | 4                      | 4     |
| Unió Catalanista                                     | 1                   | 0                      | 0                   | 0                   | 0                      | 1     |
| Partido Republicano Federal                          | 0                   | 1                      | 0                   | 0                   | 0                      | 1     |
| Unió Democràtica de Catalunya                        | 0                   | 1                      | 0                   | 0                   | 0                      | 1     |
| Partit Catalanista Republicà                         | 0                   | 0                      | 0                   | 0                   | 1                      | 1     |

## Enlaces relacionados
- Anexo:Elecciones en España
- Elecciones al Parlamento de Cataluña